# Jean Bricaud
De Fransman Jean Bricaud (Neuville-sur-Ain, 11 februari 1881  - 21 februari 1934) was van 1918 tot 1934 soeverein grootmeester van de Ordre Martiniste.

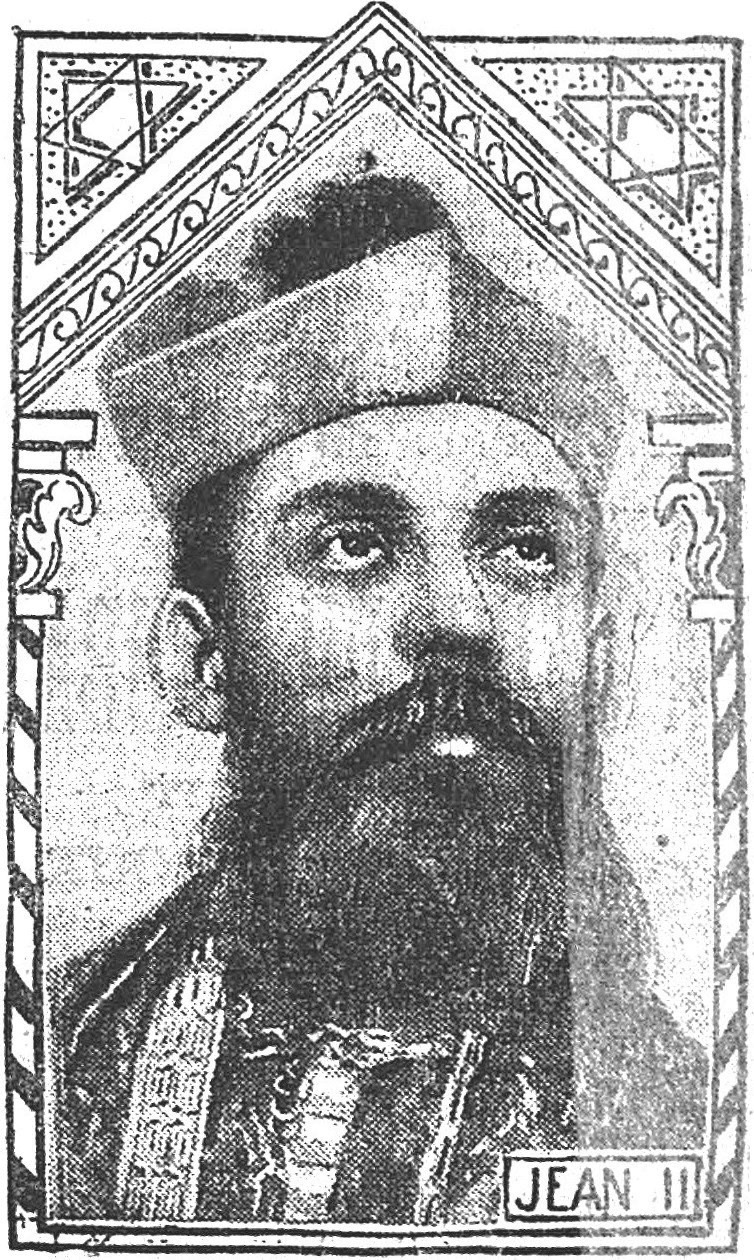
Bricaud, Jean (Jean II)

Hij was eveneens patriarch van de Église Gnostique Universelle, een gnostische kerk, onder het nomen Jean II.
Vanuit de combinatie van deze twee mandaten, riep hij de Gnostische Kerk uit tot officiële kerk van het Martinisme, wat in strijd was met de beginselverklaring van de Eerste Martinistische opperraad, die verklaarde dat het Martinisme zich buiten iedere religieuze kwestie houdt.
Later werd deze beslissing van hem ongedaan gemaakt, maar wel vervangen door een vriendschapsband tussen beide organisaties.
Een andere omstreden beslissing van Bricaud was het weren van vrouwen uit de Martinistenloges.
Dit werd eveneens later ongedaan gemaakt.
In 1909 ontmoette hij August Vandekerkhove, ook gekend onder zijn auteursnaam S.U. Zanne, toen deze een voordracht gaf over de Cosmosofie in Lyon. Bricaud was erg onder de indruk van deze occultist en erudiet en publiceerde teksten van hem in zijn tijdschrift Annales Initiatiques.
Bricaud is begraven op de begraafplaats van Francheville, nabij Lyon. Later werd Constant Chevillon, zijn opvolger als grootmeester in het Martinisme en de vrijmetselaarsritus van Memphis-Misraïm, in hetzelfde graf bijgezet.
- Bibliothèque nationale de France: cb11894000h (data)
- Gemeinsame Normdatei: 108937965X
- International Standard Name Identifier: 0000 0003 6860 1972
- Nationale Bibliotheek van Tsjechië: pna2013796539
- Nederlandse Thesaurus van Auteursnamen: 129980471
- Système universitaire de documentation: 026752492
- Virtual International Authority File: 22139218
- WorldCat: E39PBJrCgXXBpq9khfYGQjPfbd